# Лос-Рабанос
Лос-Рабанос (ісп. Los Rábanos) — муніципалітет в Іспанії, у складі автономної спільноти Кастилія-і-Леон, у провінції Сорія. Населення — 520 осіб (2010).
Муніципалітет розташований на відстані близько 180 км на північний схід від Мадрида, 5 км на південь від Сорії.
На території муніципалітету розташовані такі населені пункти: (дані про населення за 2010 рік)
- Міранда-де-Дуеро: 18 осіб
- Навалькабальйо: 86 осіб
- Лос-Рабанос: 341 особа
- Тардахос-де-Дуеро: 75 осіб

## Демографія
Динаміка населення (INE ):

## Галерея зображень

Розташування муніципалітету Лос-Рабанос